# Tu me ressembles
Pour plus de détails, voir Fiche technique et Distribution.
Tu me ressembles (You Resemble Me) est un drame coproduit à l'échelle internationale en 2021, réalisé par Dina Amer à ses débuts en tant que réalisatrice, à partir d'un scénario d'Amer et Omar Mullick. Il met en vedette Lorenza Grimaudo, Ilonna Grimaudo, Mouna Soualem, Sabrina Ouazani, Dina Amer, Alexandre Gonin, Grégoire Colin et Zinedine Soualem. Spike Lee, Spike Jonze, Riz Ahmed et Alma Har'el sont les producteurs délégués du film.
Il a eu sa première mondiale au 78e Festival international du film de Venise dans la section Venice Days le 8 septembre 2021. Il est sorti aux États-Unis le 4 novembre 2022.

## Intrigue
Lorsque deux sœurs se déchirent, l'aînée peine à retrouver son identité.

## Distribution
- Lorenza Grimaudo : la jeune Hasna
- Ilonna Grimaudo : la jeune Mariam
- Mouna Soualem : Hasna adulte
- Sabrina Ouazani : Hasna adulte #2
- Dina Amer : Hasna adulte #3
- Alexandre Gonin : Abdelhamid
- Grégoire Colin : père adoptif
- Zinedine Soualem : officier de l'armée
- Agnès de Tyssandier : mère nourricière
- Sana Sri : Amina

## Production
Dina Amer a travaillé comme journaliste pour Vice News et a rendu compte du raid de Saint-Denis en 2015, au cours duquel il a été découvert plus tard que le rapport de police selon lequel Hasna Aït Boulahcen était une kamikaze, était faux. La famille de Boulachen a été contactée par plusieurs journalistes, mais ils ont choisi de parler avec Amer, qui au cours de plusieurs années a mené 360 heures d'entretiens, avec la famille et les amis de Boulahcen, pour écrire le scénario et le rendre aussi précis que possible,. Amer voulait que le film n'excuse pas le choix de Boulahcen, mais explore la radicalisation et comment elle en est arrivée là et empêche les autres de tomber dans les mêmes pièges. Amer a renoncé à un accord avec un grand studio afin de maintenir sa vision, car les financiers préféraient que le film soit un documentaire,.

## Sortie
Tu me ressembles a été révélé lors de sa première mondiale au 78e Festival international du film de Venise dans la section Venice Days le 8 septembre 2021,. Il est sorti en septembre 2022, au Moyen-Orient par Front Row Filmed Entertainment. Il est sorti le 4 novembre 2022 aux États-Unis par Willa Productions. Il est sorti le 3 février 2023 au Royaume-Uni et en Irlande par Modern Films,.
Le film est daté au 11 décembre 2024 pour une sortie en France.

## Prix
Le film a été bien accueilli dans les festivals de cinéma internationaux. Il a remporté le Prix du Public au Festival de la Mer Rouge. Il a également remporté quatre prix sans précédent au REC Tarragona, dont le prix du jury CineClub, le prix du jeune jury et le prix du public.